# Tripó
Els tripons (occità: tripons, francès: tripoux) és un plat tradicional de la cuina occitana consistent en uns farcellets de tripes de vedella, que típicament se serveixen amb aligot o trufada. No s'han de confondre amb els trènels.
Els tripons són d'origen medieval i, com l'aligot, plenament vigents avui dia. A començaments del segle xx, els tripons es feien a les masies els diumenges al matí i es menjaven tradicionalment després d'anar a missa. Es considera un producte identitari i relacionat amb les festes. En les festes patronals i d'altres, els tripons amb un got de vi del país són l'esmorzar típic de després d'una diada, de vegades sense haver dormit.
La temporada dels tripons, com els altres productes que es fan amb tripes, comença el novembre amb les primeres matances del porc. La recepta dels tripons no és única, sinó que cada persona té la seva manera particular de fer-los, segons el que li agrada més i el que pugui tenir més a mà, a banda dels eventuals desitjos que pugui tenir de canviar una mica. En qualsevol cas, el que sempre és comú és que la carn, que pot ser de vedella, de bé o de xai, que pot contenir o no pernil, etc. s'ha de envolcallar en farcellets fets amb tripes rentades, frotades i bullides, que es tallen i es cusen amb fil de cuina. Aquesta preparació sovint es compra ja feta al xarcuter de confiança. Després, per coure'ls, cal primer bullir-los en aigua, a la que s'afegeixen herbes i alguna pastanaga i api, i després s'hi afegeix vi blanc, aigua i una barreja formada per una mica de llard, pernil salat i verdures (api, porro, ceba, all, etc.), tot passat per la paella. Finalment cal coure encara tot durant unes dues hores, afegint de vegades alguna herba aromàtica més o un rajolí de conyac o altre licor.